# NGC 4449
NGC 4449 (również PGC 40973 lub UGC 7592) – nieregularna galaktyka karłowata (IBm), znajdująca się w gwiazdozbiorze Psów Gończych w odległości około 12,5 milionów lat świetlnych od Ziemi. Została odkryta 27 kwietnia 1788 roku przez Williama Herschela. Galaktyka ta należy do grupy galaktyk M94.
Średnica NGC 4449 jest mniejsza niż 20 tys. lat świetlnych. W galaktyce tej zaobserwowano około 60 kandydatek na gromady gwiazd oraz liczne obszary gwiazdotwórcze. Za proces formowania nowych gwiazd w tej galaktyce są odpowiedzialne oddziaływania z sąsiednimi galaktykami.
Jest to pierwsza galaktyka karłowata, przy której zaobserwowano strumień gwiazd będący pozostałością po kolizji z mniejszą karłowatą galaktyką sferoidalną.